# Seiðr

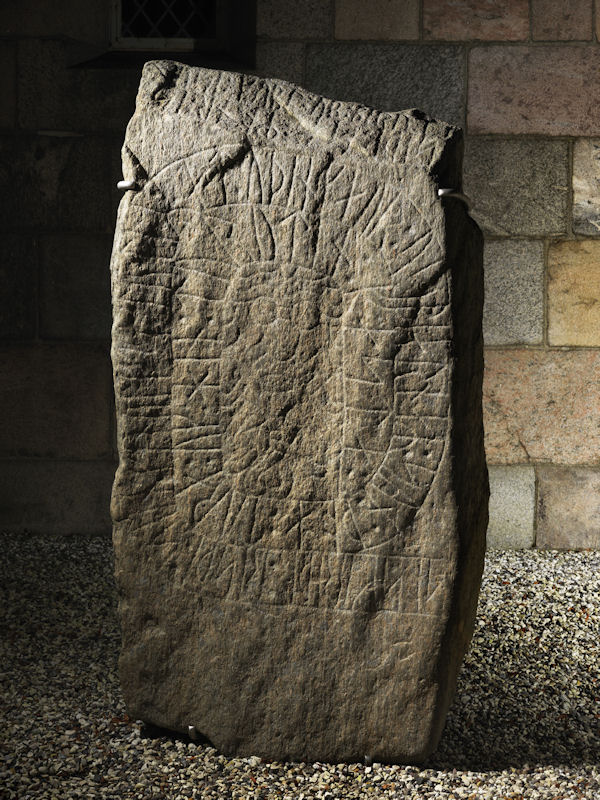
La pietra runica di Skjern contiene una maledizione contro un seiðmaðr (siþi)

Il seiðr (in italiano anche seid o seidhr) è un tipo di magia sciamanica di tradizione nordica e germanica che consentiva di assumere il fjölkungi, cioè "il più grande potere". Secondo la mitologia era una pratica di origine Vanir insegnata da Freyja a Odino. Buona parte della magia seiðr si basa sulla comunicazione con gli spiriti e potremmo trovare qualche analogia con il concetto di Mana melanesiano. Il seiðr permetteva di prevedere il futuro, ma anche di dispensare morte, sventura e malattia. Con la pratica del seiðr era infatti possibile privare un individuo della sua forza e della sua intelligenza per trasmetterle a qualcun altro. 

## Etimologia
La parola seiðr si crede derivi dal proto-germanico *saiðaz, collegato al lituano saitas "segno, predizione", derivante dal proto-indoeuropeo *soi-to- "corda" e la sua radice seH2i- "legare": Tuttavia non risulta chiara la connessione con la pratica del seiðr. Si pensa che forse corde o lacci venissero usati durante le sedute del seiðr. È anche stato fatto un collegamento con il finlandese soida, "suonare uno strumento". Questo collegamento oltre a sottolineare l'importanza della musica in questo rito, potrebbe indicare la filiazione della magia nordica da quella finnica e sami. 
Nell'antico inglese i termini correlati sono siden e sidsa, entrambi conosciuti solo in contesti in cui sono gli elfi (ælfe) a praticare questa magia o qualcosa di simile al seiðr. Le parole più usate in antico inglese per indicare chi pratica la magia erano wicca (al maschile) e wicce (al femminile), da cui deriva il moderno inglese "witch".

## Caratteristiche
È una pratica stregonica di origine sciamanica utilizzata da singole individualità, quasi sempre di sesso femminile. Infatti sebbene le attestazioni riguardanti i caratteri e le tecniche rituali non risultino facilmente reperibili, sembra che gli "atteggiamenti femminili fossero tanto numerosi che gli uomini si vergognavano di praticarla; allora si insegnò quest'arte alle sacerdotesse" (cit. Lanczkowski). Nella Lokasenna, Loki viene accusato dagli altri dèi di praticare il seiðr e quindi di tenere atteggiamenti effeminati, Loki risponde facendo notare che anche Odino si è accostato al seiðr. Un uomo che faceva uso del seiðr era chiamato seiðmaðr ed era visto come non virile ed effeminato, perciò chiamato ergi (o argr), cioè giumenta, e niðr, una delle peggiori accuse che potesse essere rivolte a un uomo. Tradizionalmente il seiðr non distingue tra magia buona o cattiva e non concerne la pratica magica delle rune. 
Chi praticava la magia era definito in vari modi: seiðkona (donna che usa il seiðr), seiðmaðr (uomo che pratica il seiðr); spákona (donna che prevede il futuro); völva. 

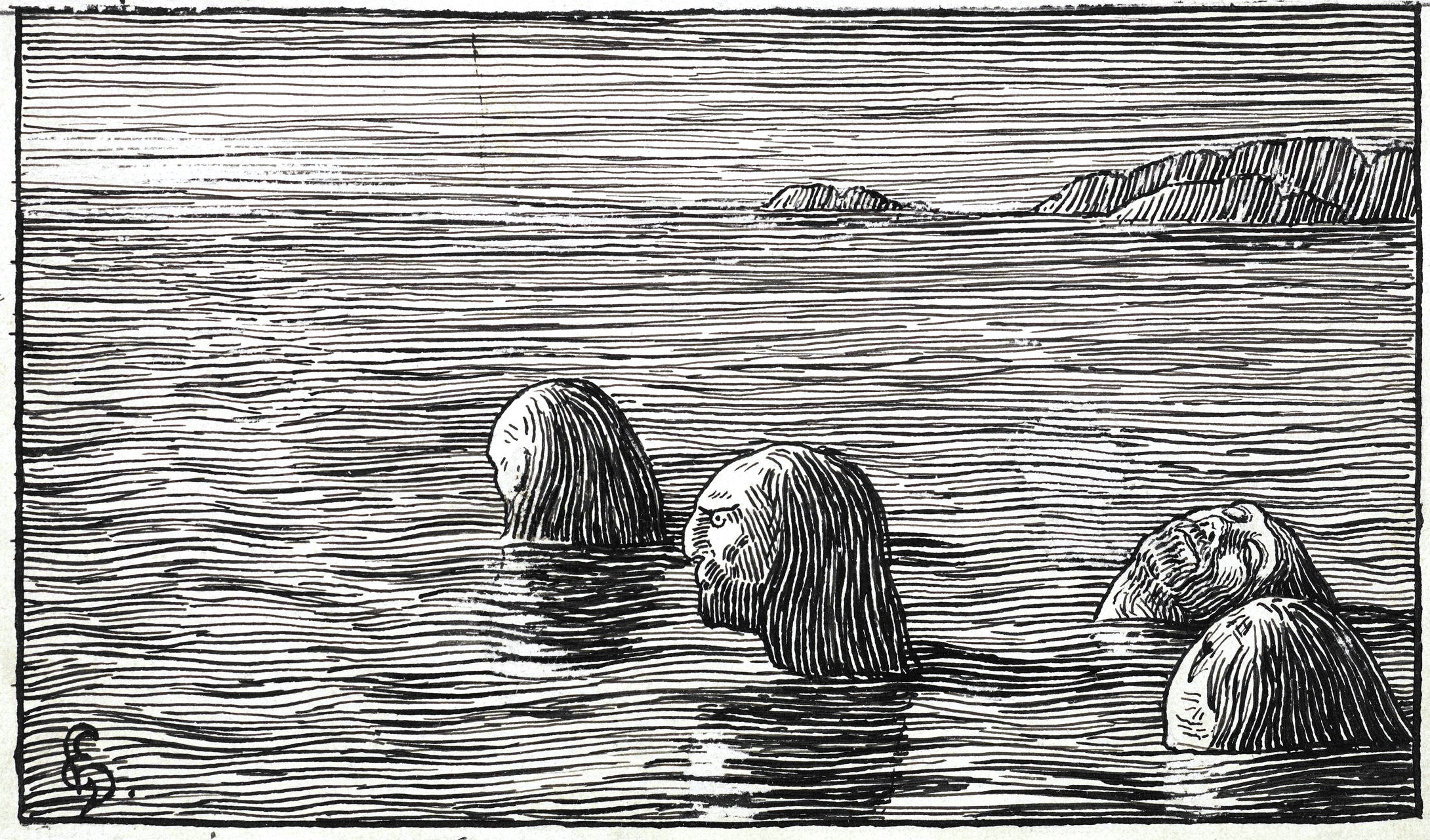
I seiðmaður (o ergi) legati ad alcuni scogli da Olav Tryggvason e condannati ad affogare. Olav cristianizzò la Norvegia e combatté contro le usanze pagane.

Snorri Sturluson riporta le origini mitologiche del seiðr nella Saga degli Ynglingar. Egli connette il seiðr con le divinità Vanir: nella fattispecie è Freyja che ha insegnato il seiðr agli Æsir. Il termine è usato anche nel moderno paganesimo Ásatrú per indicare la pratica magica.
Il seiðr faceva uso di incantesimi (galðrar, sing. galðr) e a volte di danze.
Le donne che praticavano questa magia appartenevano a livelli piuttosto alti della società e forse ricoprivano altri importanti ruoli. Per invocare l'aiuto di divinità o spiriti potevano fare affidamento anche ad altre persone. Alcuni testi suggeriscono che il seiðr veniva usato soprattutto in momenti di crisi che potevano essere risolti attraverso la predizione del futuro o la maledizione dei nemici. Da qui si evince che il seiðr poteva avere una valenza positiva ma anche un grande potere distruttivo che poi ebbe il sopravvento soprattutto con l'avvento del Cristianesimo.
Un oggetto molto importante era il seiðstafr, un bastone di metallo che apparteneva alle seiðkonar e veniva probabilmente usato durante i rituali. Qui potrebbe esservi un collegamento con le völva, profetesse che derivavano il loro nome appunto dal fatto di portare un bastone (o scettro, völ). Un interessante rinvenimento archeologico nell'isola di Öland, la cosiddetta tomba della signora di Öland, conteneva i resti di una donna sepolta insieme a uno scettro di 82 cm fatto di ferro, con dettagli di bronzo e in cima il modellino di un edificio. Inoltre, la donna era vestita con una pelliccia d'orso ed era seppellita in una nave insieme a sacrifici animali e umani. 

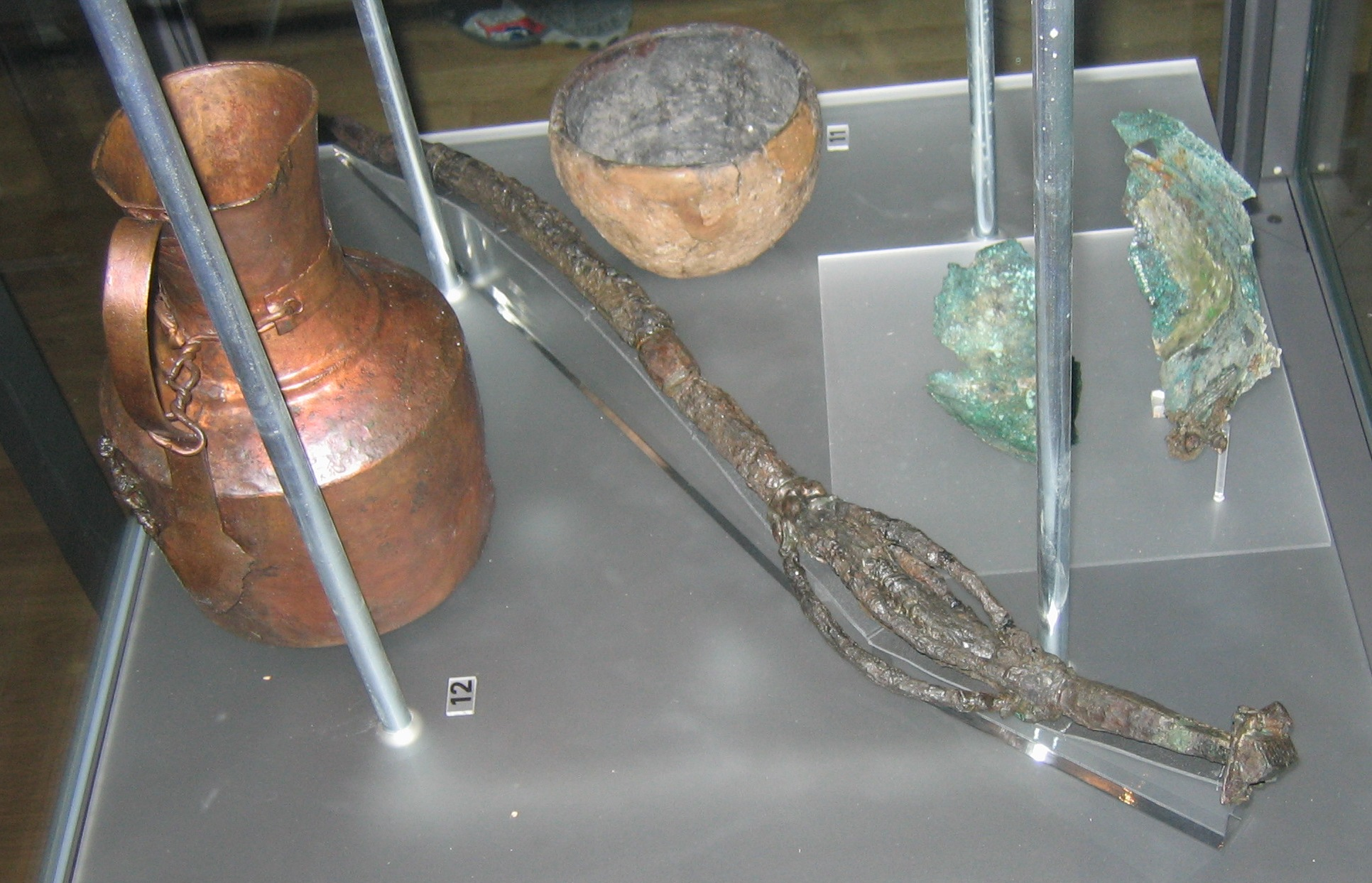
Il seiðstafr dalla tomba della signora di Öland rinvenuta a Köpingsvik.

## Riferimenti letterari
Oltre al già citato Lokasenna, il rituale del seiðr compare anche in altri testi, soprattutto nelle saghe.

### Saga di Eiríkr Rauðri
In questa saga del XIII secolo, nel capitolo 4, compare una völva di nome Thorbjǫrg (lett. Protetta da Thor). Il suo abbigliamento viene descritto in modo molto dettagliato e si dice che in quel periodo in Groenlandia vi era un particolare momento di carestia: 
(Saga di Erik il Rosso)
Tra queste donne vi era una certa Guðrið che rifiutò di prendere parte al seiðr perché cristiana. Guðrið disse che, sebbene non fosse esperta di questi canti, la sua madre adottiva Halldís le aveva insegnato i Varðlokur. Questo potrebbe significare che le conoscenze e i rituali magici, quasi sempre nell'ambito femminile, erano abbastanza noti e condivisi a una larga parte di persone. Poi viene descritto il rituale: 
(Saga di Erik il Rosso)
Alla fine del seiðr Thorbjörg disse: 

## Pietra runica di Skjern
Questa pietra runica si trova nel villaggio di Skjern in Danimarca e risale all'epoca vichinga. È identificata come Danish Runic Inscription 81 o DR 81. Contiene una maledizione contro chi pratica il seiðr.
Il testo dice che la pietra è stata dedicata da una donna di nome Sasgerðr in memoria di Óðinkárr Ásbjǫrnson. Il nome Óðinkárr (uþinkaur) è un nome teoforico che si ricollega a Odino e forse a un culto iniziatico in cui si lasciavano crescere i capelli. Per questo motivo, è possibile che il signore (drott) menzionato sia proprio Odino, anche se è probabile si riferisca a un re o un uomo di rango (jarl o hersir).

### Traslitterazione delle rune in caratteri latini
B: Chi distruggerà questo monumento (sia) uno stregone/siþi [cioè sia maledetto]»